# Tweedia solanoides
Tweedia solanoides là một loài thực vật có hoa trong họ La bố ma. Loài này được (Hook. & Arn.) Chittenden miêu tả khoa học đầu tiên năm 1951.